# Jordanische Radio- und Fernsehgesellschaft
Die Jordanische Radio- und Fernsehgesellschaft (kurz JRTV; arabisch مؤسسة الاذاعة والتلفزيون الأردنية, DMG muʾassasat al-iḏāʿa wa-t-tilifizyūn al-urdunnīya) ist die staatliche Rundfunkgesellschaft Jordaniens mit Sitz in Amman. Sie entstand 1985 durch die Fusion des seit 1948 bestehenden Hörfunks mit der 1968 gegründeten Fernsehgesellschaft und ist Mitglied er EBU, der ASBU und der ABU.

## Geschichte
Der jordanische Hörfunk, Haschemitischer Jordanischer Rundfunkdienst, ging 1948 aus dem arabischsprachigen Programm des Palestine Broadcasting Service hervor, dessen Sender sich in Ramallah befand (Wellenlänge 443 m). 1956 kam ein Sender in Amman dazu (207 m). 1959 wurde das Rundfunkgebäude in Amman eröffnet, woher ab dem Sechstagekrieg 1967 alle Rundfunksendungen kamen.
Das jordanische Fernsehen, Jordanische Fernsehgesellschaft JTV, nahm seinen Betrieb im April 1968 auf. 1973 kam ein zweites Programm mit fremdsprachigen Sendungen hinzu; 1974 wurde das Farbfernsehen eingeführt. 2001 wurde das zweite Programm zum Sportkanal.
Seit 2002 ist die Zulassung privater Rundfunkveranstalter möglich.

## Programme

### Hörfunk
- الإذاعة الأردنية (al-iḏāʿa al-urdunīya), allgemeines Programm (mit Lokalprogramm für Irbid)
- اذاعة عمان (iḏāʿat ʿAmmān), Radio Amman
- Radio Jordan, Programm auf Englisch und Französisch
- اذاعة القرآن الكريم (iḏāʿat al-Qurʾān al-karīm), Koran-Programm

### Fernsehen
- القناة الأولى (al-qanāh al-ūlā), erster Kanal
- القناة الرياضية (al-qanāh ar-riyāḍīya), Sportkanal